# هيئة المرصد الملكي

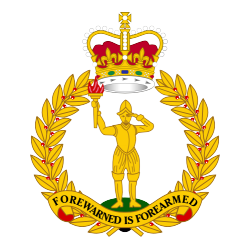
شعار الهيئة

هيئة المرصد الملكي هي منظمة دفاع مدنية أُنشئت بهدف التحديد البصري والتعرف على الطائرات فوق سماء بريطانيا العظمى وتقفي أثرها والإبلاغ عنها. بدأت المنظمة عملها في المملكة المتحدة في التاسع والعشرين من شهر أكتوبر عام 1925 واستمرت حتى الحادي والثلاثين من شهر ديسمبر عام 1995، عندما تنحى المتطوعون المدنيون في الهيئة (تنحى طاقم العاملين في مقر الهيئة في الحادي والثلاثين من شهر مارس عام 1996). تتألف الهيئة بشكل رئيس من المتطوعين المدنيين، لكن العاملين في المنظمة يرتدون الزي الرسمي للقوات الجوية الملكية، وأصبحوا لاحقًا تحت السلطة الإدارية لقيادة الهجوم التابعة للقوات الجوية الملكية، والسلطة العملياتية لوزارة الداخلية البريطانية. تدرب المتطوعون المدنيون وقُبلوا على يد كادر صغير من الضباط المحترفين تحت إمرة قائد هيئة المرصد الملكي، الذي أصبح لاحقًا عميدًا في القوات الجوية.

## نظرة عامة
في عام 1925، عقب تنفيذ مبادرة من لجنة الدفاع في العام الماضي، أدى تأسيس قيادة القوات الجوية الملكية المختصة بالدفاع الجوي عن بريطانيا العظمى إلى إقرار بندٍ لإنشاء نظام الإبلاغ عن الغارات الجوية، وعُيّنت لجنة فرعية تتألف من ممثلين عن وزارة القوات الجوية ووزارة الداخلية ومكتب البريد. كان الهدف من إنشاء نظام الإبلاغ عن الغارات الجوية هو التمكن من التحديد البصري والتعرف على الطائرات في سماء بريطانيا العظمى وتقفي أثرها والإبلاغ عنها، وأصبح لاحقًا يُعرف باسم هيئة المرصد. مُنحت هيئة المرصد لقب «ملكي» من طرف الملك جورج السادس في شهر أبريل من عام 1941، كاعتراف بالخدمة التي قام بها طاقم الهيئة خلال معركة بريطانيا.

## الحرب العالمية الأولى
تعود جذور هيئة المرصد الملكي إلى الحرب العالمية الأولى، وحاجة بريطانيا إلى نظام تحذير لتعزيز الدفاعات البريطانية، خاصة في الجزء الجنوبي الشرقي من إنجلترا، ضد الغارات الجوية والقنابل التي تلقيها مناطيد زبلن التابعة للقوات الجوية الألمانية القيصرية. وضع البريطانيون نظامًا من مراكز الرصد والمراقبين ضمن شبكة تشمل نحو 200 مركز رصد وُضعت جميعها في مواقع إستراتيجية. أدار تلك المراكز موظفون من الجيش البريطاني في البداية، ثم استُبدلوا برجال الشرطة لاحقًا. وُضعت المراكز في مناطق تحتوي اتصالات هاتفية لتسمح للعاملين بالتواصل مع الدفاعات المضادة للطائرات.
خلال عام 1917، بدأ الألمان استخدام عددٍ متزايد من قاذفات القنابل ثابتة الجناحين. أدى ذلك إلى انخفاض عدد الغارات الجوية عن طريق المناطيد بشكل سريع، بينما ازداد عدد الغارات التي تنفّذها تلك الطائرات. في استجابة لهذا التهديد الجديد، عُيّن الرائد الجنرال إدوارد بيلي آشمور –وهو طيار في الفيلق الجوي الملكي أصبح لاحقًا قائد فرقة المدفعية في بلجيكا– لاختراع نظام تحديد واتصال وتحكم مُحسّن. دُعي النظام بـ خدمة الرصد العاصمية، وأحاط بمنطقة الدفاع الجوي في لندن، وتوسع لاحقًا إلى الشرق ليشمل سواحل كنتش وإسكس.
لاقت خدمة الرصد العاصمية بعض النجاح في البداية، لكن النظام لم يدخل الخدمة حتى أواخر صيف عام 1918 (بينما كانت آخر غارة جوية ألمانية في التاسع عشر من شهر مايو عام 1918). في المقابل، تعلّم البريطانيون دروسًا قيّمة ثبتت فعاليتها في التطويرات اللاحقة التي أُدرجت في مجال الرصد الجوي والتعرف على الطائرات والإبلاغ عنها. يُعتبر الجنرال آشمور، في أغلب الأحيان، المؤسس الأول لما سيصبح لاحقًا هيئة المرصد الملكي.

## الحرب العالمية الثانية

### التحضيرات
في نهاية شهر سبتمبر من عام 1938، أدت الأزمة السياسية الناتجة عن معاهدة ميونخ إلى تحرك هيئة الرصد لأسبوع. أثبت ذلك التحرك أهميته، إذ كشف عن عدد من النواقص التقنية والتنظيمية، وخلق حافزًا لتطوير حلول لتلك المشكلات. عُقدت سلسلة من التدريبات خلال العام 1939 لتوفير فرصة من أجل تعديل التحسينات المُدخلة على وظيفتي القيادة والتحكم. استمرت الإجراءات العملياتية بالتطور خلال الحرب، وهي عملية أصبحت أسهل بسبب ما قدمه الأعضاء المتطوعون من حماس وانهماك واحترافية في العمل.
في تلك الفترة، لم يحصل أعضاء هيئة الرصد سوى على خوذ معدنية تحمل الحرفين «O C»، بالإضافة إلى رباط اليد ذي الشريطتين البيضاء والزرقاء والذي يحمل الحرفين «O C» أيضًا. كان الرباط والخوذة يشبهان ما حصل عليه أعضاء خدمات طوارئ الدفاع المدني، كخدمة الإطفاء المساعدة وخدمة الاحتياطات الوقائية ضد الغارات الجوية.

### الأيام الأولى للحرب
في الرابع والعشرين من شهر أغسطس عام 1939، أصدر رئيس الشرطة أمرًا بالتعبئة إلى جميع أعضاء هيئة المرصد، إذ أُعلنت الحرب بعد 10 أيام. منذ الثالث من شهر سبتمبر عام 1939، شغل العاملون مراكز الرصد ومراكز التحكم بشكل دائم ومستمر حتى الثاني عشر من شهر مايو عام 1945، أي بعد أربعة أيام من يوم النصر في أوروبا.
كانت الأشهر الأولى من الحرب العالمية الثانية تُعرف باسم الحرب الزائفة، فكان نشاط الطائرات المعادية فوق سماء بريطانيا العظمى ضعيفًا. وقعت معركة دونكرك في نهاية شهر مايو من عام 1940، إذ انسحبت قوات الحلفاء على يد الجيش الألماني في الشمال الشرقي من فرنسا، ما أدى إلى إخلاء الجنود البريطانيين خلال عملية دينامو. في تلك الفترة، خسرت القوات الجوية الملكية نحو 944 طائرة في المجمل، كان نصف تلك الطائرات من نوع المقاتلات الحربية. استطاعت مراكز هيئة الرصد في كينت وحول مصبات نهر التايمز الإعداد للطائرات المعادية عندما كانت تحلق في الجنوب الشرقي من إنجلترا. كانت تلك الفترة مفيدة في التعرف على العمليات أثناء فترة الحرب، ووفرت للعاملين في هيئة الرصد خبرة قيّمة.
من الضروري جدًا أن يتعرف أفراد الخدمة المسلحون بشكل صحيح على الأنواع المختلفة من الطائرات الألمانية وطائرات الحلفاء التي تُحلّق فوق سماء بريطانيا العظمى وحولها. لكن في عام 1939، لم يكن التعرف على الطائرات الحربية بتلك المهارة المتطورة التي أصبح أعضاء هيئة الرصد يملكونها. حيث اعتُبر التعرف على الطائرات الحربية في السابق أمرًا مستحيلًا من طرف عددٍ من العاملين في مجال الخدمات المسلحة، ولم يكن أفراد هيئة الرصد خبراء في هذا المجال، لذا عملت الهيئة على تعليم العاملين كيفية التعرّف على أنواع الطائرات. يتألف التدريب على التعرف على الطائرات من الصور الظلية للطائرات الحربية وبيانات أخرى، وطُرح تحت رعاية نادي هيئة الرصد غير الرسمي. لم تحظ مهارة التعرف على الطائرات بالاعتراف الرسمي حتى وقت لاحق، نتيجة انتشارها في صفوف القوات المسلحة.

### معركة بريطانيا
بعد سقوط فرنسا في أيدي النازيين، تمثل هدف ألمانيا التالي بتحقيق التفوق الجوي على البريطانيين عن طريق تدمير مقاتلاتهم التابعة للقوات الجوية الملكية، سواء كانت الطائرات تحلق في الجو أو مركونة في مدارجها على الأرض، وعن طريق تفجير منشآت تصنيع الطائرات. كان الفوز في معركة بريطانيا، كما كانت تُعرف وقتها، شرطًا لازمًا بالنسبة للألمان كي يعدّوا لاجتياح بريطانيا: وذلك ما يُعرف بعملية أسد البحر.
كان نظام الدفاع الراداري البريطاني «تشين هوم» يعمل على التحذير من الطائرات التي تقترب من الساحل البريطاني، لكن عندما تعبر الطائرات الساحل، تكون هيئة الرصد هي الوسيلة الوحيدة لتعقب مكان تلك الطائرات. خلال الفترة الواقعة بين شهري يوليو وأكتوبر من عام 1940، كانت هيئة الرصد تعمل بكامل طاقتها ولمدة 24 ساعة في اليوم و7 أيام في الأسبوع، وكانت تسجل طائرات العدو وتمرر تلك المعلومات الهامة إلى الجماعات القيادية في القوات الجوية الملكية.